# Tetranchyroderma schizocirratum
Tetranchyroderma schizocirratum är en djurart som tillhör fylumet bukhårsdjur, och som beskrevs av Chang, Kubota och Shirayana 2002. Tetranchyroderma schizocirratum ingår i släktet Tetranchyroderma och familjen Thaumastodermatidae. Inga underarter finns listade i Catalogue of Life.